# HD 156846 b
HD 156846 b是一個距離地球約160光年的系外行星，環繞位於蛇夫座的恆星HD 156846。 

## 概要
HD 156846 b是目前已知的系外行星中軌道離心率最大的之一。該行星軌道的高離心率可能是因為母恆星的紅矮星伴星。本行星距離母恆星的平均距離是0.99天文單位，與日地平均距離相當。而它和母恆星的距離在0.15和1.83天文單位之間變化，軌道週期360日。HD 156846 b質量下限高達10.45倍木星質量，但因軌道傾角的值仍不明，仍無法得知其真實質量。如果能得知該行星的真實質量和軌道傾角，它可能實際上是棕矮星。

## 外部連結
- . The Extrasolar Planets Encyclopaedia.   [2008-08-24]. （原始内容存档于2012-04-19）.
- . Exoplanets.   [2008-08-24]. （原始内容存档于2009-11-25）.